# 光武中興

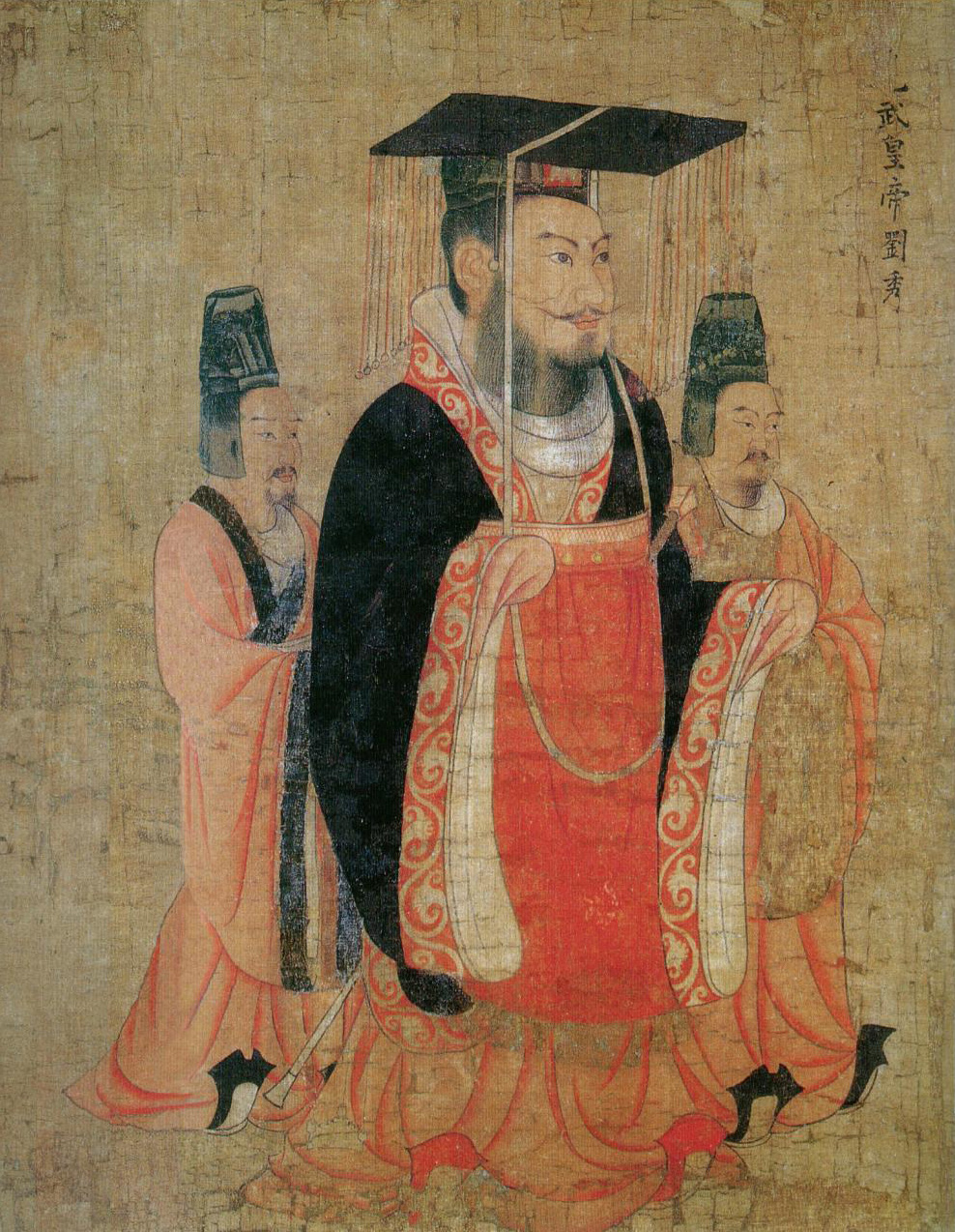
东汉光武帝刘秀

王莽篡漢，西漢結束，改國號為新。后王莽改制失败，导致绿林赤眉起义爆发最终肢解新莽政权，汉景帝后裔劉秀趁机恢復漢朝，國號仍為漢，史稱為東漢，刘秀即光武帝。在位期间，农业、手工业都得以从新莽天凤四年（17年）起到东汉建武前期的战争而受到严重破坏背景下的恢復和发展，政局稳定，史称“光武中兴”。
劉秀的六世祖為長沙定王，但是到劉秀這一代已經是一般平民。王莽登基的時代，劉秀曾在長安唸書，因生活貧困，他和同學買一頭驢，替人載物賺錢貼補家用。劉秀的族兄劉玄被綠林「新市兵」的擁戴，公元23年被立為帝，是為更始帝，“概平遣囚徒，除王莽苛政”,“昆阳之战，威震天下”。公元36年公孫述戰死成都，劉秀終於統一中原。至綠林起兵以來，中原鼎沸，內戰頻仍，全國人口減少，东汉初年，户籍大大减少。公元30年刘秀下令裁并郡县，“吏职减损，十置其一”。建武十五年（39年），光武帝下令“度田”，清丈全国的土地，分配土地给贫苦农民。此舉遭到强烈反对，州郡官吏畏惧豪强地主，不敢“度田”，結果導致“郡国大姓及兵长、群盗处处并起”，河南尹张汲以及“郡守十余人，坐度田不实，皆下狱死”。大司徒欧阳歙也是死於度田。董宣不畏权贵、秉公执法，受到了光武帝的嘉奖。刘秀本人是豪强出身，在東漢出來即有所謂的南阳豪强，所謂“颍川、弘农可问，河南、南阳不可问”。劉秀一方面力求恢復經濟，通过“度田”，以限制豪强地主，開國功臣刘隆也在此事件中被免官，决不宽容。，劉秀曾對马援說：“吾甚恨前杀守、相多也！”。另一方面又因民變，“青、徐、幽、冀四州尤甚”，最後不得不與豪強妥協，暫止度田。公元26年，刘秀仍在掃除群雄之際，“诸功臣皆增户邑”，之後又下令释放奴婢，光武即位後，多次釋放奴婢，“内外匪懈，百姓宽息”，並減輕田租，興修水利。中元二年（公元57年），全國有“户四百二十七万九千六百三十四，口二千一百万七千八百二十”，户与口增加一倍。在光武帝的苦心经营之下，东汉社会終於出現繁荣，王夫之认为“三代而下，取天下者，唯光武独焉”，史称为“光武中兴”。